# Rino Kataoka
Rino Kataoka (jap. 片岡梨乃 Kataoka Rino; ur. 9 września 2001) – japońska zapaśniczka walcząca w stylu wolnym. Brązowa medalistka mistrzostw Azji w 2023. Szósta w Pucharze Świata w 2022 roku.